# Nicolás de Carvajal y Lancaster
Nicolás de Carvajal y Lancaster (Cáceres, 28 de outubro de 1696 – Madrid, 4 de março de 1770), o 9.º marquês de Sarria, foi membro da alta nobreza espanhola, Grande de Espanha e oficial general do Exército Espanhol, comandante da invasão espanhola de Portugal (1762) que deu origem ao conflito que ficou conhecido como a Guerra Fantástica. Foi irmão de José de Carvajal y Lancaster, primeiro ministro espanhol entre 1746 e 1754, e de Isidro de Carvajal y Lancaster, bispo de Cuenca.

## Biografia
Nicolás de Carvajal y Lancaster nasceu na cidade de Cáceres, no seio de uma ilustre família aristocrática, terceiro filho varão de Bernardino de Carvajal y Vivero Moctezuma, o 2.º conde de la Quinta de la Enjarada, e de Maria Josefa de Lancaster y Noroña, descendente de Jorge de Lancastre, o 2.º duque de Coimbra, um filho natural do rei D. João II de Portugal. Na linhagem da mãe recaíram os títulos ducais de Abrantes e Linhares, pois por morte sem descendência de seu irmão Juan de Lancaster Sande y Noroña, 3.º duque de Abrantes, as ditas mercês passaram por sucessão ao filho primogénito desta, Juan Antonio de Carvajal y Lancaster, que assim foi o 4.º duque de Abrantes. Outro dos seus irmãos foi José de Carvajal y Lancaster, primeiro ministro espanhol entre 1746 e 1754.
Tal como ocorreu com o seu irmão mais velho, seguiu a vida militar, tendo atingido o posto de tenente-general e o cargo de coronel do Regimento de Infantaria dos Reais Guardas (os Reales Guardias de Infantería Española). Iniciou a carreira como cadete do Regimiento de Infantería de la Corona em 15 de abril de 1713, ascendendo dois anos mais tarde a capitão do mesmo Corpo durante a Guerra de Sucessão Espanhola.
Tendo a Guerra da Sucessão Espanhola terminado com a entronização definitiva de Filipe V de Espanha, e quando se esperava que a paz regressasse, por influência da rainha consorte Isabel de Farnésio, e sobretudo do primeiro-ministro de Filipe V, o cardeal Giulio Alberoni, a coroa espanhola decidiu tentar recuperar os territórios italianos perdidos com o Tratado de Utrecht. Face à alteração dos interesses estratégicos que tinham servido de base àquele Tratado, em 1718 as potências europeias formaram a Quádrupla Aliança e declararam guerra à Espanha, que teve de se contender com múltiplas frentes de combate por toda a Europa. Como consequência, em 1719, Nicolás de Carvajal participou na fracassada expedição de apoio à rebelião jacobita de 1719 na Escócia e, mais tarde, na campanha da Navarra contra os franceses, passando ao ano seguinte a socorrer a praça de Ceuta (1720–1721), onde participou em três batalhas e em várias ações menores.
Apesar da celebração da Paz de Cambrai, a vontade de recuperar as possessões da coroa espanhola na Itália continuou a originar novos confrontos nesses territórios. Assim, tendo Nicolás de Carvajal sido promovido a coronel em 5 de agosto de 1725, com o comando do Regimiento de Infantería de la Corona, o mesmo regimento em que se alistara como cadete, foi enviado para Itália em 1732 para participar na campanha de reconquista de Nápoles, encontrando-se no sítio e tomada do Castelo de Baia e na Batalha de Bitonto, de 25 de maio de 1734, onde mandou os granadeiros da vanguarda que assaltaram as linhas inimigas, e participou no bloqueio de Cápua.
No final de agosto de 1734, participou com o seu Regimento na conquista da Sicília, atirando na tomada de Messina e no ataque e tomada de Siracusa. Por estes serviços foi promovido a brigadeiro de Cavalaria em 14 de agosto de 1735, e nesse posto foi governador militar de Múrcia e costas de Cartagena.
Após um período de serviço na administração militar de Espanha, foi transferido novamente para a Itália, distinguindo-se pelo seu valor na Batalha de Campo Santo, de 8 de fevereiro de 1743, e nas tomadas de Casale Monferrato e de Milão, sendo gravemente ferido em Bolonha. Estes méritos valeram-lhe a promoção a marechal-de-campo e pouco depois, em 1743, a tenente-general dos Reais Exércitos.
Pouco tempo após estas promoções, Fernando VI de Espanha subiu ao trono e alterou o posicionamento político do país no contexto europeu, promovendo uma política de paz e neutralidade e pôs fim à influência política da rainha viúva Isabel de Farnésio. Esta alteração levou a Espanha a assinar em 1748 a Paz de Aachen, abandonando a participação espanhola na Guerra da Sucessão Austríaca. Ao contrário do irmão, o duque de Abrantes, que em 1742 recusara o cargo de vice-rei da Nova Espanha (o atual México) e se retirara para viver em Cáceres, morrendo cinco anos depois, Nicolás de Carvajal começou a destacar-se na vida pública espanhola sob a proteção do irmão José de Carvajal y Lancaster, recém-nomeado Ministro de Estado de Fernando VI. Fez parte da facção conhecida por La Cofradía (a Irmandade) que competia com a teia de poder e influências estabelecida pelo grupo liderado por Zenón de Somodevilla y Bengoechea, o Marquês de la Ensenada, no quadro das movimentações políticas em torno do rei Fernando VI. É significativo que em 1746 tenha recebido o título de Comendador de Valdepeñas da Ordem Militar de Calatrava e, no ano seguinte, em 6 de junho de 1747, o rei tenha concedido a Nicolás de Carvajal y Lancaster a Grandeza Honorária de Espanha a título pessoal e vitalício.
O período de paz que se seguiu à assinatura do tratado da Paz de Aachen criou as condições para o surgimento junto de Corte espanhola de um iluminismo incipiente. Proliferam círculos e reuniões eruditas, realizadas quase sempre em casa de membros da alta nobreza, sendo a Academia del Buen Gusto, que nasceu graças ao mecenato da Marquesa de Sarria, a mais importante tertúlia deste tipo da primeira metade do século XVIII, apesar de só ter durado de 1749 a 1751. Era uma autêntica academia literária, sobretudo poética, que Carvajal terá frequentado.
Tal como o seu irmão mais velho, o 4.º duque de Abrantes, que casara em 1734 com Francisca de Paula de Zúñiga y Arellano, marquesa de Aguilafuente, Nicolás de Carvajal y Lancaster também se consorciou com uma dama da linhagem Zúñiga ao casar, a 13 de dezembro de 1749, com Ana María Josefa López de Zúñiga y Castro, marquesa de Sarria, baptizada em Madrid a 19 de janeiro de 1718, filha de Juan Manuel de Zúñiga y Castro, 11.º duque de Béjar, e de seu terceira esposa e prima em primeiro grau, Rosa Rafaela Fernández de Castro y Centurión, filha de Pedro Fernández de Castro, 10.º conde de Lemos e 7.º marquês de Sarria, viúva de Ginés Miguel Fernando Ruiz de Castro y Portugal, 11.º conde de Lemos e à época 8.º marquês de Sarria. Ginés de Castro era seu primo-irmão, com quem havia casado no seguimento do que vinham fazendo as últimas gerações da família dos duques de Béjar, sendo o título nobiliárquico de marquês de Sarria tradicionalmente usado pelos filhos mais velhos da casa condal de Lemos. Ginés de Castro era filho único, pelo que quando faleceu em 1741 sem descendência, todos os títulos e propriedades da Casa de Lemos foram herdados por sua tia Rosa María de las Nieves Fernández de Castro y Centurión que, sem descendência do seu casamento com Guillén Ramón de Moncada y Portocarrero, o Marquês de Aitona, os passaria a sua morte, ocorrida em 1772, para Joaquín López de Zúñiga y Castro, 12.º duque de Béjar, único irmão de Ana María de Zúñiga, a quem muito possivelmente se respeitou o uso do título por esse motivo. Sendo a marquesa interessada pelas artes, terá influenciado o seu cunhado José de Carvajal para que em 1751 apresentasse o projeto de criação de uma Academia Real de Ciências, Artes e Belas Artes, que, embora não vingasse, pelo menos motivou a constituição da Real Academia de Belas Artes de San Fernando, na qual participou ativamente seu irmão, o marquês jure uxoris de Sarria, da qual se tornaria presidente em 1752.
O falecimento do seu irmão José de Carvajal y Lancaster, ocorrida em 8 de abril de 1754, desestabilizou o equilíbrio bicéfalo em que até então se baseara o primeiro governo de Fernando VI de Espanha. A fação política dominada por aristocratas anglo-descendentes, na qual se incluía a família Carvajal, reagrupou-se em torno da figura de Fernando de Silva y Álvarez de Toledo, o duque de Huéscar, que, induzido por Benjamin Keene, embaixador britânico em Madrid, conspirou contra o Marquês de la Ensenada, ao tempo Ministro de Estado, a favor de uma aliança com a França. A consequência imediata foi a demissão deste último e a nomeação de Ricardo Wall como novo Ministro de Estado, sentindo-se o Reino Unido aliviado com o abandono do programa que Ensenada vinha a levar a cabo para a construção e reforço da Armada Espanhola.
Esta alteração política teve como vantagem imediata para Nicolás de Carvajal y Lancaster, então já conhecido como o Marquês de Sarria, ser elevado a Grande de Espanha da Primeira Classe por decreto de 17 de junho de 1755. Contudo, a influência política da fação a que pertencia não foi suficiente para evitar que Ricardo Wall retomasse as anteriores tendências belicistas após a coroação de Carlos III como rei da Espanha. Esta alteração política colocou Nicolás de Carvajal y Lancaster no centro das decisões que em matéria militar eram tomadas na Corte Espanhola, já que como tenente-general do Exército e coronel do Regimento Real da Guarda Espanhola, fazia parte do Conselho de Guerra de Carlos III, monarca que o conhecera durante as campanhas em Itália e sabia da sua capacidade militar.
A participação de Nicolás de Carvajal y Lancaster no Conselho de Guerra, e a confiança que nele depositava o monarca, levou a que em 1762, o Rei o nomeasse para comandar a campanha contra Portugal, consequência do Terceiro Pacto de Família que levou a Espanha a entrar na última fase da Guerra dos Sete Anos em apoio à França contra a Inglaterra. A campanha iniciou-se em 9 de maio de 1762 com invasão franco-espanhola de Portugal que deu origem à Guerra Fantástica, mas Nicolás de Carvajal y Lancaster demorou muito a reunir as suas tropas e a iniciar as hostilidades, o que deu aos britânicos tempo para enviar uma força expedicionária para apoiar o fraco exército português.
No entanto, a inação de que Carvajal foi acusado deveu-se às muitas dificuldades que enfrentou ao tentar cumprir a ordem do rei, a começar pela oposição à sua nomeação que foi liderada pelo Ministro de Estado e da Guerra, Ricardo Wall, que queria impor como comandante o general Pedro Pablo Abarca de Bolea, conde de Aranda, então embaixador na Polónia e que, por instruções de Wall, já se preparava para assumir o comando das tropas franco-espanholas destinadas a invadir Portugal. Por outro lado, o facto de D. Mariana Vitória de Bourbon, esposa de D. José I e por isso rainha consorte de Portugal, ser irmã de Carlos III, impossibilitou o planeamento de uma campanha ofensiva, tendo de assegurar lugares e portos evitando danos à população e instalações, afastando assim o exército invasor de Lisboa, a capital portuguesa onde estava a rainha. Não menos importante foi o estatuto operacional do exército português, praticamente desmantelado e confiado à proteção de Espanha desde os acordos do início do século XVIII. Por fim, Sarria, farto de tentar pôr ordem na campanha, demitiu-se do cargo, pedindo escusa ao Rei, que desgostado com a letargia do marquês de Sarria a concedeu, substituindo-o por Aranda a pedido do Ministro de Estado e da Guerra.
Ainda assim, o Marquês de Sarria foi condecorado com a Ordem do Tosão de Ouro como compensação e recompensa por seus serviços anteriores à Coroa. Além disso, o rei optou por manter o Marquês de Sarria no Conselho de Guerra, no qual teve intervenção importante, entre outros assuntos, na resolução de 1766 do Motim de Esquilache, evento que envolveu o seu irmão mais novo, Isidro de Carvajal y Lancaster, bispo de Cuenca, que ficaria famoso no final de sua vida pela carta que enviou a Carlos III na qual o responsabilizava pelo declínio de Espanha e pela qual foi chamado testemunhar perante o Conselho de Estado.
Faleceu em Madrid, sem deixar herdeiros, em 4 de março de 1770. A sua viúva, a marquesa de Sarria, faleceria menos de um ano depois.